# 브리스 올리귀
브리스 클로테르 올리귀 응구마(프랑스어: Brice Clotaire Oligui Nguema, 1975년 3월 3일 ~ )는 가봉의 대통령, 제도 전환 및 복원 위원회 의장, 가봉 공화국 수비대 총사령관을 역임하고 있는 가봉의 군인이다. 그는 2023년 가봉 쿠데타에서 알리 봉고 온딤바를 타도하는데 핵심적인 역할을 한 것으로 여겨진다.

## 2023년 가봉 쿠데타
2023년 가봉 쿠데타로 알리 봉고 온딤바 대통령이 전복된 후, 제도전환 및 복원 위원회는 국영 TV에 방영된 발표에서 올리귀를 가봉 임시 대통령으로 지명하였다. 그는 나중에 기쁨에 겨운 군인들이 그를 "대통령"이라고 부르는 것이 목격되었다.
이 날 오후 《르 몽드》와의 인터뷰에서 그는 봉고를 "은퇴했다"고 언급하며 군대가 2018년 봉고의 뇌졸중, 3선 출마 결정, 국가 헌법과 선거 방식을 무시한 것, 그리고 쿠데타를 일으켰다고 말했다. 임시 대통령으로의 임명은 이후 다른 장군들에 의해 확인되었고, 그는 9월 4일 대통령궁에서 공식적으로 "임시 대통령"으로 취임했다. 취임 연설에서 그는 "자유롭고 투명한" 선거를 치르겠다고 약속했으나 정확한 날짜는 밝히지 않았다. 그는 또한 앞으로 며칠 안에 새로운 정부를 구성할 것을 발표하고 새로운 선거법, 새로운 형법, 새로운 헌법에 대한 국민투표, 모든 정치범의 석방 등을 제안했다.